# Apocryptus garhwalensis
Apocryptus garhwalensis là một loài tò vò trong họ Ichneumonidae.